# Möðruvellir (Hörgárdalur)
Möðruvellir (auch Möðruvellir í Hörgárdal) ist ein Ort in der Gemeinde Hörgársveit im Norden Islands.

## Geografie
Der kleine Ort im Hörgárdalur liegt rund fünf Kilometer vom Fjord Eyjafjörður entfernt und etwa 15 Kilometer nördlich von Akureyri in Richtung Dalvík.

## Geschichte
Im Mittelalter stand in Möðruvellir ein bekanntes Kloster der Augustiner, das Möðruvallaklaustur, in dem auch Manuskripte geschrieben wurden. Es wurde 1296 errichtet, brannte aber 1316 nieder.
Nach der Reformation gelangte der wertvolle Besitz im Jahre 1550 in die Hände der dänischen Könige und viele ihrer höchsten Verwaltungsbeamten für den Norden Islands ließen sich dort nieder. 1628 trug sich der erste bekannte Besitzer einer mittelalterlichen Handschrift in Island in diese ein; sie wird heute als Möðruvallabók bezeichnet. Die heutige Kirche wurde von 1865 bis 1867 gebaut.
In Möðruvellir wurde 1880 eines der ersten Gymnasien Islands gegründet. Es befand sich bis 1902 vor Ort, brannte aber nieder und wurde dann nach Akureyri verlegt.
Insgesamt gab es vor Ort eine beträchtliche Zahl von Großbränden.

## Kultur und Sehenswürdigkeiten

### Kirche
Die Kirche des Ortes war 1866 fertiggestellt worden, wurde aber der Gemeinde erst ein Jahr später übergeben. Ihr Vorgänger war ebenfalls niedergebrannt. Zur Zeit ihrer Errichtung war sie die größte damals bestehende Holzkirche in Island. Das erklärt sich daraus, dass der Ort Möðruvellir von 1789 bis 1874 Sitz des dänischen Verwaltungsamtmanns und Verwaltungssitz für den Norden Islands war. Die Kirche bietet Platz für 250 Personen. Das Gewölbe ist mit über 2000 Gipssternen geschmückt.

## Persönlichkeiten
Der Schriftsteller Jón Sveinsson wurde im Jahre 1857 in Möðruvellir geboren.
Der spätere Minister für ganz Island, der als erster Isländer dieses Amt inne und seinen Sitz in Reykjavík hatte, Hannes Hafstein (1861–1922), stammte ebenfalls von dort.
Begraben liegen hier der Dichter Bjarni Thorarensen (1786–1841) und der Theaterschriftsteller Davíð Stefánsson frá Fagraskógi (1895–1964).
Die Schriftsteller Hulda A. Stefánsdóttir und Steindór Steindórsson wirkten hier als Schulleiter.